# Günter Barudio

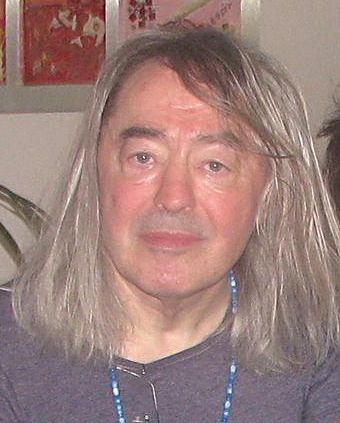
Günter Barudio 2013

Günter Barudio (* 5. April 1942 in Dahn; † 11. Januar 2022 in Frankfurt/Main) war ein deutscher Historiker und Autor.

## Leben
Barudio war der Sohn eines Landwirts aus der Pfalz und wuchs in Fischbach  auf. Er absolvierte eine Bergbaulehre, arbeitete als Ölbohrer, war Schlosser und Automateneinrichter und studierte nach Abitur an der Abendschule 1965 Jura, Philosophie, Skandinavistik, Slavistik und Osteuropäische Geschichte in Frankfurt am Main. 1969 war er zu einem Forschungsaufenthalt in Uppsala und 1973 wurde er in Frankfurt promoviert. Er lebte dann als freischaffender Historiker in Frankfurt.
Von ihm stammen eine Gesamtdarstellung der Zeit des Absolutismus und der Aufklärung in der Fischer Weltgeschichte, eine Biographie von Gustav II. Adolf, Bücher über die Französische Revolution, Geschichte des Erdöls und über den Dreißigjährigen Krieg.
Ende der 1970er Jahre gründete er den Verlag Barudio und Hess und gab ein Satiremagazin heraus (Franco Furto), das nur 1979/80 bestand. 1979 erschien dort das von ihm aus dem Schwedischen übersetzte Buch Deutscher Herbst von Stig Dagerman.

## Schriften
- Das wohlproportionierte Regiment. Begriffs- und Fallstudien zur „Schwedischen Verfassung“ zwischen 1633 und 1693 unter besonderer Beachtung der Kategorie des Gerechten. 1973 (Frankfurt am Main, Universität, Dissertation, 1973; gekürzt als: Absolutismus. Zerstörung der „libertären Verfassung“. Studien zur „karolinischen Eingewalt“ in Schweden zwischen 1680 und 1693 (= Frankfurter historische Abhandlungen. Bd. 13). Steiner, Wiesbaden 1976, ISBN 3-515-02362-3).
- Das Zeitalter des Absolutismus und der Aufklärung. 1648–1779 (= Fischer Weltgeschichte. Bd. 25). Fischer-Taschenbuch-Verlag, Frankfurt am Main 1981, ISBN 3-596-60025-1.
- Gustav Adolf – der Große. Eine politische Biographie. Fischer, Frankfurt am Main 1982, ISBN 3-10-004205-0.
- Der teutsche Krieg. 1618–1648. Fischer, Frankfurt am Main 1985, ISBN 3-10-004206-9.
- Paris im Rausch. Die Revolution in Frankreich 1789–1795. Bertelsmann-Lexikon-Verlag, Gütersloh u. a. 1989, ISBN 3-570-02995-6.
- Politik als Kultur. Ein Lexikon von Abendland bis Zukunft. Metzler, Stuttgart u. a. 1994, ISBN 3-476-00993-9.
- Madame de Staël und Benjamin Constant. Spiel mit dem Feuer. Rowohlt Berlin, Berlin 1996, ISBN 3-87134-245-9.
- Tränen des Teufels. Eine Weltgeschichte des Erdöls. Klett-Cotta, Stuttgart 2001, ISBN 3-608-91680-6.
- Flöhe des Denkens. Aphorismen. Forum Verlag Leipzig, Leipzig 2007, ISBN 978-3-931801-60-1.

Mitarbeit
- Klaus Zernack u. a.: Handbuch der Geschichte Russlands. Hiersemann, Stuttgart.
- Iring Fetscher u. a.: Pipers Handbuch der Politischen Ideen. Piper, München.
- Schüler-Duden Geschichte.

Belletristik
- Der Kornkönig. Roman aus einer anderen Art. Gollenstein, Blieskastel 2005, ISBN 3-935731-93-0.

## Auszeichnungen
- Pfalzpreis für Literatur 1989[3]